# Campionati europei di winter triathlon del 2013
I Campionati europei di winter triathlon del 2013 (XVI edizione) si sono tenuti a Tartu in Estonia, in data 26 gennaio 2013.
Tra gli uomini ha vinto per la seconda volta il russo Pavel Andreev. Tra le donne ha trionfato la norvegese Borghild Løvset, bissando il successo del 2011.
La gara junior ha visto trionfare il russo Roman Vasin tra gli uomini e la connazionale Stefania Shamshurina tra le donne.
Il titolo di Campione europeo di winter triathlon della categoria under 23 è andato al russo Viktor Kuznetsov. Tra le donne si è aggiudicata il titolo di Campionessa europea di winter triathlon della categoria under 23 la russa Tatiana Bregeda.

## Risultati

### Élite uomini
| Pos. | Atleta                | Paese      | Corsa    | Bici     | Sci      | Totale   |
| ---- | --------------------- | ---------- | -------- | -------- | -------- | -------- |
|      | Pavel Andreev         | Russia     | 00:24:34 | 00:35:42 | 00:27:29 | 01:28:31 |
|      | Maxim Kuzmin          | Russia     | 00:24:32 | 00:35:41 | 00:27:43 | 01:28:47 |
|      | Dmitriy Bregeda       | Russia     | 00:24:58 | 00:36:22 | 00:28:00 | 01:30:10 |
| 4    | Evgeny Kirillov       | Russia     | 00:24:33 | 00:36:48 | 00:28:32 | 01:30:41 |
| 5    | Daniel Antonioli      | Italia     | 00:24:57 | 00:37:10 | 00:27:43 | 01:30:44 |
| 6    | Tomas Jurkovic        | Slovacchia | 00:25:32 | 00:35:42 | 00:28:36 | 01:30:48 |
| 7    | Kristian Monsen       | Norvegia   | 00:24:24 | 00:37:24 | 00:28:01 | 01:31:10 |
| 8    | Alberto Comazzi       | Italia     | 00:25:41 | 00:36:21 | 00:28:23 | 01:31:44 |
| 9    | Peter Barton          | Slovacchia | 00:26:13 | 00:36:41 | 00:28:33 | 01:32:47 |
| 10   | Pavel Jindra          | Rep. Ceca  | 00:26:32 | 00:36:47 | 00:29:29 | 01:34:00 |
| 11   | Olegs Andrejevs       | Lettonia   | 00:25:42 | 00:40:35 | 00:28:34 | 01:36:39 |
| 12   | Oivind Bjerkseth      | Norvegia   | 00:26:38 | 00:37:27 | 00:31:22 | 01:37:07 |
| 13   | Konstantin Lavrentyev | Russia     | 00:26:33 | 00:38:55 | 00:32:25 | 01:38:43 |
| 14   | Allan Oras            | Estonia    | 00:30:00 | 00:37:10 | 00:32:19 | 01:41:24 |
| 15   | Dmitry Golenev        | Russia     | 00:26:43 | 00:50:19 | 00:30:03 | 01:49:33 |
| 16   | Indrek Teppo          | Estonia    | 00:27:54 | 00:46:31 | 00:33:14 | 01:50:53 |
| 17   | Vjačeslavs Žunda      | Lettonia   | 00:30:00 | 00:51:41 | 00:35:26 | 02:02:03 |

### Élite donne
| Pos. | Atleta              | Paese     | Corsa    | Bici     | Sci      | Totale   |
| ---- | ------------------- | --------- | -------- | -------- | -------- | -------- |
|      | Borghild Løvset     | Norvegia  | 00:28:08 | 00:39:41 | 00:31:11 | 01:40:34 |
|      | Helena Erbenová     | Rep. Ceca | 00:27:34 | 00:42:46 | 00:29:50 | 01:42:02 |
|      | Elisabeth Sveum     | Norvegia  | 00:29:43 | 00:40:15 | 00:31:28 | 01:42:54 |
| 4    | Tatiana Charochkina | Russia    | 00:29:52 | 00:45:25 | 00:30:00 | 01:46:28 |
| 5    | Olga Parfinenko     | Russia    | 00:28:09 | 00:47:10 | 00:30:11 | 01:46:53 |
| 6    | Hanne Trønnes       | Norvegia  | 00:30:21 | 00:43:08 | 00:32:14 | 01:47:24 |
| 7    | Yulia Surikova      | Russia    | 00:29:42 | 00:44:14 | 00:32:43 | 01:47:44 |
| 8    | Sarka Grabmullerova | Rep. Ceca | 00:29:43 | 00:46:14 | 00:32:55 | 01:50:26 |
| 9    | Ksenia Chernykh     | Russia    | 00:33:58 | 00:42:41 | 00:32:58 | 01:50:57 |
| 10   | Eveli Saue          | Estonia   | 00:30:57 | 00:47:18 | 00:31:57 | 01:52:13 |
| 11   | Leva Maulina        | Lettonia  | 00:33:22 | 00:52:41 | 00:38:24 | 02:06:46 |
| 12   | Pauliina Oksanen    | Finlandia | 00:32:13 | 00:56:34 | 00:37:37 | 02:09:40 |
| 13   | Alisa Pershakova    | Russia    | 00:33:15 | 01:03:11 | 00:35:38 | 02:14:34 |

### Under 23 uomini
| Pos. | Atleta           | Paese     | Corsa    | Bici     | Sci      | Totale   |
| ---- | ---------------- | --------- | -------- | -------- | -------- | -------- |
|      | Viktor Kuznetsov | Russia    | 00:25:08 | 00:37:27 | 00:27:52 | 01:31:28 |
|      | Pavel Yakimov    | Russia    | 00:25:07 | 00:38:01 | 00:27:47 | 01:31:52 |
|      | Dmitry Koltsov   | Russia    | 00:26:13 | 00:38:55 | 00:29:08 | 01:35:20 |
| 4    | Sander Linnus    | Estonia   | 00:27:46 | 00:37:53 | 00:30:29 | 01:37:18 |
| 5    | Evgeny Bayguzov  | Russia    | 00:27:46 | 00:39:47 | 00:28:54 | 01:37:29 |
| 6    | Martin Husek     | Rep. Ceca | 00:28:00 | 00:38:41 | 00:30:46 | 01:39:19 |

### Under 23 donne
| Pos. | Atleta                 | Paese  | Corsa    | Bici     | Sci      | Totale   |
| ---- | ---------------------- | ------ | -------- | -------- | -------- | -------- |
|      | Tatiana Bregeda        | Russia | 00:31:53 | 00:45:43 | 00:33:14 | 01:51:22 |
|      | Margarita Ovsyannikova | Russia | 00:30:30 | 00:46:48 | 00:34:49 | 01:53:18 |
|      | Ilaria Titone          | Italia | 00:34:28 | 00:53:15 | 00:44:06 | 02:13:45 |

### Junior uomini
| Pos. | Atleta            | Paese    | Corsa    | Bici     | Sci      | Totale   |
| ---- | ----------------- | -------- | -------- | -------- | -------- | -------- |
|      | Roman Vasin       | Russia   | 00:14:14 | 00:25:03 | 00:14:50 | 00:54:53 |
|      | Zhorzh Basyuk     | Russia   | 00:13:49 | 00:26:09 | 00:14:07 | 00:55:03 |
|      | Nikita Mandrik    | Russia   | 00:13:46 | 00:25:30 | 00:15:12 | 00:55:13 |
| 4    | Nehuen Truc       | Italia   | 00:14:32 | 00:25:17 | 00:16:06 | 00:57:24 |
| 5    | Kirill Tarakanov  | Russia   | 00:13:45 | 00:27:35 | 00:15:11 | 00:57:43 |
| 6    | Roman Antipanov   | Russia   | 00:14:15 | 00:26:25 | 00:16:05 | 00:57:48 |
| 7    | Josten Vaidem     | Estonia  | 00:14:33 | 00:25:15 | 00:16:51 | 00:58:01 |
| 8    | Kristjan Johanson | Estonia  | 00:15:58 | 00:25:21 | 00:16:30 | 00:59:18 |
| 9    | Ekke Kaur Vosman  | Estonia  | 00:15:57 | 00:25:11 | 00:17:35 | 01:00:37 |
| 10   | Toms Sakalausks   | Lettonia | 00:15:23 | 00:27:36 | 00:17:24 | 01:01:39 |
| 11   | Greg Hallop       | Estonia  | 00:16:06 | 00:26:29 | 00:18:38 | 01:02:58 |
| 12   | Karl Treimuth     | Estonia  | 00:17:05 | 00:28:49 | 00:18:05 | 01:05:36 |
| 13   | Reio Toom         | Estonia  | 00:17:36 | 00:29:04 | 00:20:03 | 01:08:29 |

### Junior donne
| Pos. | Atleta                | Paese      | Corsa    | Bici     | Sci      | Totale   |
| ---- | --------------------- | ---------- | -------- | -------- | -------- | -------- |
|      | Stefania Shamshurina  | Russia     | 00:16:28 | 00:29:03 | 00:17:00 | 01:03:52 |
|      | Natalie Grabmullerova | Rep. Ceca  | 00:16:11 | 00:31:26 | 00:17:01 | 01:06:29 |
|      | Kseniia Belkina       | Russia     | 00:16:12 | 00:31:47 | 00:18:35 | 01:07:43 |
| 4    | Iuliia Baiguzova      | Russia     | 00:17:37 | 00:35:07 | 00:18:22 | 01:12:18 |
| 5    | Sandra Schmidt        | Estonia    | 00:18:29 | 00:35:06 | 00:19:38 | 01:15:18 |
| 6    | Brita Liivamaa        | Estonia    | 00:20:37 | 00:35:19 | 00:20:06 | 01:17:46 |
| 7    | Tatiana Vancova       | Slovacchia | 00:20:36 | 00:40:08 | 00:21:18 | 01:23:59 |